# Fjarill
Fjarill (Schwedisch: fjäril = Schmetterling) ist eine 2004 gegründete schwedische Folk-Pop-Band. Sie besteht aus der schwedischen Pianistin und Sängerin Aino Löwenmark, welche auch die meisten Gesangsparts übernimmt, und der südafrikanischen Violinistin Hanmari Spiegel, welche außerdem für den Hintergrundgesang sowie einige Solo-Gesangsparts zuständig ist. Die Texte werden in Schwedisch und Afrikaans gesungen und inklusive deutscher Übersetzungen in den Booklets der Studioalben gedruckt.

## Geschichte
Die Band wurde 2004 auf Umwegen in Hamburg gegründet. Beide Frauen haben in ihrer Jugend in Chören gesungen. In Hamburg machten sie zunächst in anderen Formationen Musik und lernten sich schließlich in einem Aufnahmestudio kennen. 2006 wurde die Band von Michy Reincke entdeckt. Ihr erstes Album Stark wurde 2006 auf Michy Reinckes Label RINTINTIN MUSIK veröffentlicht und war ein unerwartet großer Erfolg. Zwei Jahre später erschien das Album Pilgrim sowie die Weihnachts-EP God Jul. 2010 folgte ihr drittes Album Livet. Am 2. Juli 2011 bekamen Fjarill den deutschen Weltmusikpreis RUTH verliehen. Da viele Fans gegenüber der Band äußerten, sie höre sich live ganz anders als auf den Studioalben an, nahm Fjarill 2012 ein Live-Album im Hamburger Mozartsaal auf. Das Album Live in Hamburg erschien auf Content Records im Vertrieb von Edel. Mit dem Studioalbum Tiden sind neue Stilelemente und ungewohnte Tempi in die Musik gekommen. Jürgen Spiegel, Aino Löwenmarks Ehemann, und Omar Rodriguez Calvo (beide Mitglieder des Tingvall Trios) spielten auf dem Album mit und begleiteten Fjarill auf Teilen der Tournee Anfang 2014. Im selben Jahr brachten Fjarill ein Songbook mit Hilfe von Clemens Garbe heraus. Darin befinden sich Noten für Klavier, Geigen und Gesangstimmen von 25 Liedern. Das Songbook erschien im Eigenverlag und ist nur über die Webseite des Duos zu beziehen.
Im Mai 2014 organisierten sie zusammen mit ihrem langjährigen Freund und Manager Hasko Witte einen Flashmob mit dem Song "Ukuthula" (dt.: Frieden) im Hamburger Einkaufszentrum Mercado. Es nahmen über 100 Sängerinnen und Sänger aus verschiedene Hamburger Chören teil. Der Flashmob wurde gefilmt und steht seither bei YouTube im Internet.
Das sechste Album Stilla Tyd (erschienen im Dez. 2016) entstammt dem seit mehreren Jahren gespielten Konzertprogramm der Leisen Zeit und beinhaltet neue und ältere eigene Stücke sowie traditionelle aus beiden Herkunftsländern. Dieses Album erschien auf dem eigens gegründeten Label "Butter & Fly Records" im Vertrieb von Indigo. Im Jahr 2018 spielten Fjarill zum ersten Mal vier Konzerte in Südafrika, der Heimat von Hanmari Spiegel. Sie verbanden die Konzerte mit Workshops für Kinder und Jugendliche in Townships in Kapstadt, Pretoria und Underberg. Dabei besuchten sie auch, auf Einladung des Wolfsburger Vereins "Be your Owen Hero e.V.", das Kinderheim "Clouds of Hope" in Underberg. Seither fühlen sie sich dem Verein sehr verbunden und sammeln Spenden auf Benefiz-Konzerten.
Am 6. April 2018 veröffentlichten sie ihr siebtes Album Kom Hem (ebenfalls Butter & Fly Records), das zum ersten Mal ein reines Konzeptalbum war. Jeder Song beschäftigt sich mit dem Thema Heimat. Stellvertretend für das Album erschien vorher die Singleauskopplung "Hypnos" (auch als Video).
Im Jahr 2019 folgte dann das achte Album Midsommar. Es wurde mit einem großen Konzert in der Elbphilharmonie Hamburg gefeiert. Auf diesem Album befinden sich auch drei vertonte Gedichte des schwedischen Literatur-Nobelpreisträgers Pär Lagerkvist. Die Erlaubnis zur Vertonung seiner Gedichte haben Aino Löwenmark und Hanmari Spiegel vom schwedischen Pär Lagerkvist Estate erhalten.
Ende 2019 folgte eine weitere Weihnachts-Tournee durch Deutschland und Österreich, doch mit Beginn der Corona-Pandemie im Frühjahr 2020 mussten auch für Fjarill alle Konzerte abgesagt werden. Mit Ausnahme von zwei Streaming-Konzerten konnte das Duo nicht auftreten. Allerdings wurden sie, zusammen mit dem Singer-Songwriter Stoppok, vom Sänger Sebel gefragt, bei seiner Corona-Song-Aktion Zusammenstehen mitzumachen. Sie steuerten die schwedische Version des Songs bei, die auch als digitale Single veröffentlicht wurde. Ansonsten beschäftigte Aino Löwenmark sich noch intensiver mit den Gedichten von Pär Lagerkvist und der Wunsch entstand, ein ganzes Album mit Vertonungen seiner Gedichte aufzunehmen. Gleichzeitig entdeckten die Musikerinnen die Gedichte der deutsch-jüdischen Dichterin Nelly Sachs. Nach ihrer Flucht aus Deutschland vor den Nationalsozialisten lebte sie in Stockholm und hatte auch einige Gedichte von Pär Lagerkvist ins Deutsche übersetzt. So entstand die Idee, ein Album mit vertonten Gedichten, sowohl von Pär Lagerkvist, als auch Nelly Sachs zu produzieren. Da jedoch die Konzerteinnahmen fast alle weggebrochen waren, entschlossen sich Fjarill zu einer Crowdfunding-Kampagne auf der Plattform StartNext. Diese lief vom 3. November 2020 bis 31. Dezember 2020 und brachte den Künstlerinnen über 17.000 € ein. Genug Geld, um die Studiokosten, den Hamburger Produzenten Stephan Gade, ein Fotoshooting mit der Fotografin Anne de Wolff, sowie zwei Videos mit dem Regisseur Torben Asmussen zu finanzieren. Das Album trägt den Titel Poësi und konnte schon im Februar 2021 an alle Unterstützer der Crowdfunding-Kampagne als Dankeschön verschickt werden. Einen kleinen Vorgeschmack auf die Musik gaben Fjarill in der Radio-Sendung "NDR Kultur a la Carte EXTRA", wo sie am 2. Dezember 2020 eine Stunde im Studio von NDR Kultur gespielt haben. Das Konzert wurde live im Radio gesendet und gleichzeitig als Video für Facebook und die Website von NDR Kultur gestreamt. Das Album Poësi erschien am 30. April 2021, wieder auf dem eigenen Label Butter & Fly Records.
Die Bandmitglieder leben momentan in Hamburg.

## Diskografie
- 2006: Stark
- 2008: Pilgrim
- 2008: God Jul (EP)
- 2010: Livet
- 2012: Live in Hamburg
- 2013: Tiden feat. Dominic Miller
- 2016: Stilla Tyd
- 2018: Midvinter (Single)
- 2018: Kom Hem
- 2019: Midsommar
- 2021: Poësi
- 2023: Walden

## Auszeichnungen
- 2011: RUTH – Der deutsche Weltmusikpreis